# Mariano Corsico
Mariano Corsico (Córdoba, 9 mei 1981) is een voetballer die in 2008 op proef is geweest bij FC Zwolle, maar daar is afgetest.